# Spermacoce manillensis
Spermacoce manillensis är en måreväxtart som beskrevs av Carl Ernst Otto Kuntze. Spermacoce manillensis ingår i släktet Spermacoce och familjen måreväxter.
Artens utbredningsområde är Filippinerna. Inga underarter finns listade i Catalogue of Life.